# ستانيسلاف بريشينينكو
ستانيسلاف بريشينينكو (بالروسية: Причиненко, Станислав Владимирович)‏ (بالأوكرانية: Причиненко Станіслав Володимирович)‏ هو لاعب كرة قدم أوكراني وروسي في مركز الوسط، ولد في 26 يونيو 1991 في سيمفروبول في أوكرانيا. شارك مع منتخب أوكرانيا تحت 16 سنة لكرة القدم ومنتخب أوكرانيا تحت 17 سنة لكرة القدم ومنتخب أوكرانيا تحت 18 سنة لكرة القدم ومنتخب أوكرانيا تحت 21 سنة لكرة القدم. أما مع النوادي، فقد لعب مع شاختار دونيتسك ونادي تافريا سيمفروبول ونادي توسنو.

## وصلات خارجية
- ستانيسلاف بريشينينكو على موقع اتحاد أوكرانيا (الإنجليزية)
- ستانيسلاف بريشينينكو على موقع قاعدة بيانات كرة القدم.إي يو (الإنجليزية)
- ستانيسلاف بريشينينكو على موقع Soccerway.com (الإنجليزية)
- ستانيسلاف بريشينينكو على موقع عالم كرة القدم.نت (الإنجليزية)